# Ngoại giao Việt Nam thời Đinh
Ngoại giao Việt Nam thời Đinh phản ánh các hoạt động ngoại giao của chính quyền nhà Đinh từ năm 968 đến năm 979 trong lịch sử Việt Nam.

## Hoàn cảnh
Năm 968, Đinh Bộ Lĩnh đánh dẹp xong các sứ quân nổi dậy từ thời nhà Ngô, thống nhất quốc gia và lên ngôi hoàng đế. Tại phương Bắc, nhà Tống từng bước hoàn thành việc tiêu diệt các nước phương nam, lần lượt chiếm các nước Nam Bình, Hậu Thục và tiến đánh Nam Hán, cương thổ áp sát nước Đại Cồ Việt mới thành lập.
Vua Ngô Xương Văn trước đây chỉ sai sứ qua lại với chính quyền Nam Hán ở Quảng Châu mà chưa tiếp xúc với nhà Tống ở Biện Kinh. Trước tình hình mới ở Trung Quốc, triều đình nhà Đinh chủ động thiết lập quan hệ với nhà Bắc Tống.

## Các hoạt động ngoại giao
Năm 970, quân Tống do Phan Mỹ chỉ huy tiến vào bờ cõi Nam Hán. Đinh Tiên Hoàng sai sứ sang giao hảo với nhà Tống. Sử không chép rõ người nhận lệnh đi sứ là ai. Lê Văn Siêu đánh giá cao việc tham mưu của triều đình nhà Đinh để đi đến quyết sách ngoại giao này của Đinh Tiên Hoàng là kịp thời, quan hệ thẳng với chính quyền trung nguyên, không chịu khuất chính quyền Nam Hán.
Sang năm 971, Phan Mỹ hoàn thành việc tiêu diệt Nam Hán. Biên giới giữa Bắc Tống và Đại Cồ Việt chính thức liền kề. Năm 972, Đinh Tiên Hoàng sai con trưởng là Nam Việt vương Đinh Liễn đi sứ nhà Tống lần thứ 2.
Năm 973, Đinh Liễn trở về. Tống Thái Tổ sai sứ sang phong cho Đinh Tiên Hoàng làm Giao Chỉ Quận Vương, Đinh Liễn làm Kiểm hiệu thái sư Tĩnh Hải quân tiết độ sứ An Nam đô hộ. Lời chế của vua Tống nói: 
"[Họ Đinh] đời làm vọng tộc, gìn giữ được phương xa, chí hâm mộ phong hoá Trung Hoa, thường nghĩ đến việc nội phụ. Nay chín châu hợp một, miền Ngũ Lĩnh sạch quang, bèn trèo non vượt biển đến dâng đồ cống. Khen người làm con biết giữ lễ phiên thần, vậy ban cho cha ngươi theo lối cắt đất phong tước, xếp phẩm trật cho vào hạng được cầm quân, được hưởng mức "tỉnh phú". Như thế là để khen thưởng đức tốt của người già, há chỉ hạn chế trong điển chương thường lệ đâu?".
Năm 975, Đinh Tiên Hoàng lại sai Trịnh Tú đi sứ nhà Tống lần thứ 3, đem vàng lụa, sừng tê, ngà voi sang. Đến mùa thu năm đó, Tống Thái Tổ sai Hồng lô tự khanh Cao Bảo Tự dẫn đầu đoàn sứ cùng Vương Ngạn Phù đem chế sách sang Đại Cồ Việt lần thứ 2, gia phong cho Nam Việt Vương Liễn làm Khai phủ nghi đồng tam ty, Kiểm hiệu thái sư, Giao Chỉ Quận Vương. Từ đó về sau, sai sứ sang nhà Tống đều lấy Đinh Liễn làm chủ.
Đầu năm 976, Đinh Tiên Hoàng sai em Trần Lãm là Trần Nguyên Thái đi sứ lần thứ 4, sang đáp lễ nhà Tống.
Tháng 10 năm 976, Tống Thái Tổ qua đời, Tống Thái Tông lên ngôi. Sang năm 977, Đinh Tiên Hoàng sai sứ sang lần thứ 5, mừng Thái Tông lên ngôi.
Như vậy chỉ trong vòng 11 năm tồn tại, nhà Đinh đã hoạt động ngoại giao với nhà Tống 7 lần: 5 lần sứ Đại Cồ Việt sang Trung Quốc, 2 lần sứ nhà Tống sang Đại Cồ Việt.

## Các nhà ngoại giao
- Nhà Đinh:
  - Đinh Liễn
  - Trịnh Tú
  - Trần Nguyên Thái
- Nhà Tống:
  - Cao Bảo Tự
  - Vương Ngạn Phù